# Enūma Eliš
Enūma Eliš (también Enūma Elish o Enuma Elish) es un poema babilónico que narra el origen del universo

## Contenido
Cada una de las tablillas contiene entre 115 y 170 líneas de caracteres cuneiformes. La versión de la Biblioteca arqueológica de Asurbanipal data del siglo VII a. C. La composición del texto probablemente data de finales del segundo milenio a. C., o incluso antes, de la época de Hammurabi durante el período babilónico antiguo (1900-1600 a. C.). Algunos elementos del mito están atestiguados por ilustraciones que datan, al menos, de la era casita (aproximadamente entre los siglos XVI y el XII a. C.). 
El poema está constituido en versos de dos líneas, y la función del segundo es enfatizar el primero mediante oposición, por ejemplo:

Cuando en lo alto el cielo no había sido nombrado,
no había sido llamada con un nombre abajo la tierra firme.

Según este mito, antes de que el cielo y la tierra existiesen (literalmente, «tuviesen nombre», cf. I:1-2), la personificación femenina primordial del agua salada Tiamat y su esposo Apsû, el dios del agua dulce, engendraron una familia de dioses, entre otros Laḫmu y Lahamu, Anshar y Kisar (I:10-12). Anshar y Kisar engendrarían a Anu (I:14); Anu, a su vez, engendraría a Ea, también conocido como Nudimmud,(I:16), el cual superaría a sus padres y no tendría rival entre los dioses (I:20). Muchos de estos nuevos dioses, con sus escandalosos gritos y sus frenéticas danzas, comenzaron a causar disgusto a los dos dioses primigenios, pero especialmente a Apsû (I:21-28). Así pues, Apsû planeó acabar con estos, y así se lo expuso a Tiamat. Su esposa se lamentó amargamente por esta decisión: «¿Cómo vamos a destruir a quienes hemos engendrado?» (I:29-46). Pero Apsû, animado por su hijo y asesor Mummu, decide llevar a cabo su funesto plan (I:47-54). 
|       |       |       |       |       |       |  |  |       |       |       |       |       |       |  |  | Apsu    | Apsu    | Apsu    | Apsu    | Apsu    | Apsu    |    |    | Tiamat | Tiamat | Tiamat | Tiamat | Tiamat | Tiamat |     |     |        |        |        |        |        |        |  |  |      |      |      |      |      |      |  |  |       |       |       |       |       |       |
|       |       |       |       |       |       |  |  |       |       |       |       |       |       |  |  | Apsu    | Apsu    | Apsu    | Apsu    | Apsu    | Apsu    |    |    | Tiamat | Tiamat | Tiamat | Tiamat | Tiamat | Tiamat |     |     |        |        |        |        |        |        |  |  |      |      |      |      |      |      |  |  |       |       |       |       |       |       |
|       |       |       |       |       |       |  |  |       |       |       |       |       |       |  |  |         |         |         |         |         |         |    |    |        |        |        |        |        |        |     |     |        |        |        |        |        |        |  |  |      |      |      |      |      |      |  |  |       |       |       |       |       |       |
|       |       |       |       |       |       |  |  |       |       |       |       |       |       |  |  |         |         |         |         |         |         |    |    |        |        |        |        |        |        |     |     |        |        |        |        |        |        |  |  |      |      |      |      |      |      |  |  |       |       |       |       |       |       |
| Mummu | Mummu | Mummu | Mummu | Mummu | Mummu |  |  | Lahmu | Lahmu | Lahmu | Lahmu | Lahmu | Lahmu |  |  | Lahamu  | Lahamu  | Lahamu  | Lahamu  | Lahamu  | Lahamu  |    |    | Kisar  | Kisar  | Kisar  | Kisar  | Kisar  | Kisar  |     |     | Anshar | Anshar | Anshar | Anshar | Anshar | Anshar |  |  | Kaka | Kaka | Kaka | Kaka | Kaka | Kaka |  |  | Kingu | Kingu | Kingu | Kingu | Kingu | Kingu |
| Mummu | Mummu | Mummu | Mummu | Mummu | Mummu |  |  | Lahmu | Lahmu | Lahmu | Lahmu | Lahmu | Lahmu |  |  | Lahamu  | Lahamu  | Lahamu  | Lahamu  | Lahamu  | Lahamu  |    |    | Kisar  | Kisar  | Kisar  | Kisar  | Kisar  | Kisar  |     |     | Anshar | Anshar | Anshar | Anshar | Anshar | Anshar |  |  | Kaka | Kaka | Kaka | Kaka | Kaka | Kaka |  |  | Kingu | Kingu | Kingu | Kingu | Kingu | Kingu |
|       |       |       |       |       |       |  |  |       |       |       |       |       |       |  |  |         |         |         |         |         |         |    |    |        |        |        |        |        |        |     |     |        |        |        |        |        |        |  |  |      |      |      |      |      |      |  |  |       |       |       |       |       |       |
|       |       |       |       |       |       |  |  |       |       |       |       |       |       |  |  |         |         |         |         | Ki      | Ki      | Ki | Ki | Ki     | Ki     |        |        | Anu    | Anu    | Anu | Anu | Anu    | Anu    |        |        |        |        |  |  |      |      |      |      |      |      |  |  |       |       |       |       |       |       |
|       |       |       |       |       |       |  |  |       |       |       |       |       |       |  |  |         |         |         |         | Ki      | Ki      | Ki | Ki | Ki     | Ki     |        |        | Anu    | Anu    | Anu | Anu | Anu    | Anu    |        |        |        |        |  |  |      |      |      |      |      |      |  |  |       |       |       |       |       |       |
|       |       |       |       |       |       |  |  |       |       |       |       |       |       |  |  |         |         |         |         |         |         |    |    |        |        |        |        |        |        |     |     |        |        |        |        |        |        |  |  |      |      |      |      |      |      |  |  |       |       |       |       |       |       |
|       |       |       |       |       |       |  |  |       |       |       |       |       |       |  |  | Damkina | Damkina | Damkina | Damkina | Damkina | Damkina |    |    | Ea     | Ea     | Ea     | Ea     | Ea     | Ea     |     |     |        |        |        |        |        |        |  |  |      |      |      |      |      |      |  |  |       |       |       |       |       |       |
|       |       |       |       |       |       |  |  |       |       |       |       |       |       |  |  | Damkina | Damkina | Damkina | Damkina | Damkina | Damkina |    |    | Ea     | Ea     | Ea     | Ea     | Ea     | Ea     |     |     |        |        |        |        |        |        |  |  |      |      |      |      |      |      |  |  |       |       |       |       |       |       |
|       |       |       |       |       |       |  |  |       |       |       |       |       |       |  |  |         |         |         |         |         |         |    |    |        |        |        |        |        |        |     |     |        |        |        |        |        |        |  |  |      |      |      |      |      |      |  |  |       |       |       |       |       |       |
|       |       |       |       |       |       |  |  |       |       |       |       |       |       |  |  |         |         |         |         | Marduk  |         |    |    |        |        |        |        |        |        |     |     |        |        |        |        |        |        |  |  |      |      |      |      |      |      |  |  |       |       |       |       |       |       |

La resolución de Apsû llegó a oídos de los dioses, quienes se llenaron de espanto (I:55-57). Entonces Ea, mediante un encanto, hizo dormir a Apsû y lo mató (I:59-69), haciendo prisionero al asesor Mummu. Luego, sobre el cadáver de Apsû fundó su propio palacio subacuático, que se conocería con el mismo nombre de Apsû y allí descansó (I:71-77). En el palacio de Apsû, Ea y su esposa Damkina concibieron a Marduk, también conocido como Bel o Señor (I:79-84). Marduk creció y se hizo fuerte, y su abuelo Anu, orgulloso de él, lo dotó de toda perfección (I:86-107). 
Pasado un tiempo, Tiamat, resentida por la muerte de su esposo e incitada por algunos de los dioses, decidió tomar venganza por la muerte de su Apsu (I:108-125). Entonces preparó un pequeño pero temible ejército para acabar con los dioses rebeldes: hizo once monstruos, entre los que se citan una hidra, un dragón, un héroe peludo, un «gran día», un perro salvaje, un hombre-escorpión, un demonio feroz, un hombre-pez y un hombre-toro (I:126-146). Además, tomó como esposo a su hijo Kingu y le encomendó la dirección del ejército, entregándole las tablillas del destino, la autoridad sobre todos los dioses: lo que dijese Kingu habría de cumplirse (I:147-162).
Cuando Ea tuvo conocimiento de los planes de Tiamat, se dirigió a su abuelo Ansar para informarlo: 

Padre mío, Tiamat, nuestra madre, ha concebido odio hacia nosotros: 

ha levantado un ejército en su furia 	salvaje 

y todos los dioses se han pasado a su lado, 

incluso los que vosotros engendrasteis toman partido por ella (II:11-14) 

Apesadumbrado, Ansar respondió a su nieto: 

 Hijo mío, tú provocaste la guerra, 

asume la responsabilidad de lo que hiciste solo: 

tú expusiste y mataste a Apsu. 

En cuanto a Tiamat, a quien tú enfureciste, ¿quién es semejante a ella?  (II:53-56). 

Anu pidió a Ea que fuese adonde Tiamat para tratar de aplacarla mediante alguno de sus encantos, como había hecho con Apsu (II:77-78). Sin embargo, al acercarse a la diosa, Ea se dio cuenta de que sus encantos eran totalmente inocuos para ella (II:80-82;85-86). Vuelto a la presencia de su abuelo Ansar, Ea confesó su impotencia y le pidió que enviase a otro dios contra ella. Sin embargo, se mostró seguro de que Tiamat, aunque fuerte, no era invencible, pues «aunque el poder de una mujer sea muy grande, no iguala al de un hombre» (II:92). Ansar envió entonces a su hijo Anu (II:96-102), pero Anu corrió la misma suerte que Ea, y vuelto a Ansar pidió que enviase a otro dios contra la temible Tiamat (II:103-118). 
Mientras Ansar estaba furioso por el fracaso de su hijo y su nieto, sin saber a quién enviar, Ea fue a visitar a su hijo Marduk, y le dijo: 

Marduk, hazme caso y escucha a tu padre: 

tú eres mi hijo, en quien me complazco. 

Preséntate reverentemente ante Ansar 

y habla, y toma tu puesto y aplácalo (II:131-134). 

Marduk, entendiendo perfectamente a qué se refería su padre y ansioso por asumir este cometido, se presentó ante Ansar le dijo: 

Yo iré y cumpliré tus deseos. 

¿Qué varón se ha atrevido a mover guerra contra ti? 

¿Y va Tiamat, una mujer, a atacarte con sus armas? 

Padre, que nos concebiste, gózate y alégrate: 

pronto pisotearás el cuello de Tiamat (II:142-148). 

Ansar se alegró sobremanera ante el valor de su descendiente, y mandó reunir a los dioses para exponerles el plan de Marduk (III:1-10). Para ello envió a su asesor Kaka a los dioses Laḫmu y Laḫamu, quien narra lo sucedido: cómo Tiamat ha decidido hacer la guerra y cómo Ea y Anu han sido incapaces de detenerla (III:67-124). Consternados ante esta situación, «todos los dioses que decretan destinos» se reunieron en presencia de Ansar, celebraron un banquete y nombraron a Marduk vengador suyo (III:125-138). «Lo sentaron en el trono real: a la vista de sus padres, fue establecido como soberano» (IV:1-2). Para demostrar su poder, Marduk hizo desaparecer y aparecer una constelación con su sola palabra (IV:19-26), a la vista de lo cual los dioses se convencieron y aclamaron: «¡Marduk es rey!» (IV:28). 
Marduk se preparó para la batalla: se fabricó un arco (IV:35), se ciñó la espada y tomó su garrote en la mano derecha (IV:36-37), obtuvo una red para recoger las entrañas de Tiamat (IV:41) y se hizo con los cuatro vientos y otros elementos de la tormenta (IV:42-49). Finalmente, preparó el carro para la batalla, tirado por cuatro caballos: destructor, inmisericorde, pisoteador y raudo (IV:50-54). Y así se fue al encuentro de Tiamat.
Aunque al inicio perdió el valor al contemplar las fauces de la terrible diosa y los trucos de Kingu (IV:65-70), pronto volvió en sí cuando Tiamat le lanzó su primer conjuro. Marduk arrojó contra ella la tormenta-inundación, reprochándole la crueldad para con sus hijos y sus acciones en pro de una guerra, y la retó, diciendo: «Cíñete tus armas, que tú y yo vamos a tomar posiciones y luchar» (IV:77-86). Furiosa por estas palabras, la diosa se abalanzó contra quien la retaba. Entonces Marduk la atrapó con su red y mandó contra ella los vientos, que Tiamat, abriendo la boca, engulló. Pero estando ella así, con la boca abierta y su vientre hinchado por los vientos, Marduk tiró contra ella una flecha que acertó en el vientre, desgarrándolo y derramando sus entrañas (IV:89-104). Muerta Tiamat, su ejército se dispersó, y Kingu fue hecho prisionero. Marduk le arrebató las tablillas del destino y las hizo suyas (IV:119-122). 
Volviendo al cadáver de Tiamat, Marduk aplastó la cabeza con su maza y le cortó las venas (IV:128-132): la sangre, esparcida por el viento, llevó la noticia de la victoria a los demás dioses, y «el Señor (Marduk) descansó, analizando el cadáver para ver cómo lo iba a desmembrar de un modo adecuado» (IV:135). Ante todo, lo separó en dos partes como una concha (IV:137), y puso una de las mitades en el cielo, como un techo que no dejara que se escaparan las aguas que había encima (IV:138-140). Luego fijó las moradas de algunos de los dioses en el cielo (IV:141-146). Estableció las estaciones creando las estrellas y las constelaciones (V:1-11), los meses creando la luna (Nannar) e indicándole con precisión sus ciclos (V:12-36); asimismo creó el sol, las nubes a partir de cierta espuma procedente de Tiamat (V:47-49). Marduk creó también los vientos y las tormentas, pero se reservó para sí mismo disponer de ellos su discreción (V:50-52). Al abrir a Tiamat, había agua salada (los océanos), y de los ojos de la diosa muerta brotaron los ríos Tigris y Éufrates (V:54-55). Y así, con el cuerpo inerte de Tiamat Marduk siguió formando las montañas, los ríos y el resto del mundo (V:56-67). Terminado todo y habiendo establecido las leyes y decretos que regirían el ordenado funcionamiento del cielo y de la tierra, entregó las riendas de todo a su padre Ea (V.67-68).
Los dioses homenajearon y rindieron pleitesía a Marduk (V:77-116), que pasó de ser uno de los últimos dioses en ser engendrado a ser el Señor (Beʿl), como proclaron Lahmu y Lahamu: «Antes Marduk era nuestro hijo querido, ahora es vuestro rey: obedeced su mandato» (V:109-110). Al término de aquella celebración, Marduk anunció a la asamblea de los cielos que iba a construir su palacio como lugar de su reposo, y que llamaría al palacio Babilonia, recibiendo la aprobación de los demás dioses (V:119-158).
Marduk, entonces, comunicó a su padre Ea un nuevo plan:

Amasaré la sangre y haré que haya huesos. Crearé una criatura amable, 'hombre' se llamará.

Tendrá que estar al servicio de los demás, para que ellos vivan con cuidado.

Un dios habría de ser sacrificado para utilizar su sangre en la creación del hombre. Así, Marduk, a sugerencia de Ea, reunió a los dioses y les preguntó: «¿Quién instigó el conflicto? ¿Quién hizo rebelde a Tiamat y puso en marcha la guerra? Que sea entregado quien instigó el conflicto» (VI:23-25). Los dioses trajeron al antiguo consejero y esposo de Tiamat, Kingu, ante Ea y allí le dieron muerte (VI:31-32), y «de su sangre él (Ea) creó al hombre» (VI:33). Y a los hombres les fue asignado el servicio de los dioses para que ellos pudieran descansar (VI:34-38).
Terminada la creación del hombre, los Annunaki (los dioses hijos de Anu) decidieron levantar «un santuario de gran renombre» en honor a Marduk, un lugar para su reposo (VI:51). Marduk los animó a realizar su proyecto: «Construid Babilonia (Babel), la tarea que os habéis propuesto» (VI:57). Y los hijos de Anu hicieron ladrillos y construyeron la ciudad. La primera obra fue la construcción del templo de Marduk: el santuario Esagila en la cima del zigurat Etemenanki. Era una réplica del santuario celestial de Ea, el Apsu (VI:59-65). Luego, cada dios se hizo su propio santuario. 
Terminadas las obras, Marduk reunió a todos los dioses en un banquete en el Esagila y proclamó: «Esta es Babilonia (Babel), vuestra morada asignada. ¡Complaceos aquí! ¡Sentaos con alegría!» (VI:72-73). En este contexto, Marduk confirmó las leyes que había establecido y se dividieron las tareas de los dioses. (VI:78-81). Anu tomó el arco de Marduk, con el que este había vencido a Tiamat, y, tras ponderarlo con palabras elevadas, lo fijó en el cielo junto con los otros elementos y lo hizo brillar (VI:82-91). Por último, los dioses entregaron a Marduk el reinado supremo: Anu puso un trono elevado para que se sentase Marduk, los dioses se comprometieron a obedecerle con juramento, y Ansar le dio el excelso nombre de Asaluhi (VI:92-101). Los dioses comenzaron entonces una larga oración exaltando a Marduk y recitando cada uno de sus cincuenta nombres (VI:121-VII:136). Por último, el mismo Ea, al escuchar esta letanía de nombres gloriosos de su hijo, proclamó: «¡Que se llame, como yo, Ea; que controle el conjunto de mis ritos; que administre todos mis decretos!» (VII:140.142).
El Enuma Elish termina con una exhortación a recordar siempre los cincuenta nombres de Marduk y a no ser negligente para con él: «Un padre se los enseñará a su hijo, y han de ser explicados a los pastores» (VII:147-148). Porque «si uno no es negligente para con Marduk, el señor (Enlil) de los dioses, su campo florecerá y él mismo prosperará» (VII:149-150).

## Interpretaciones
El poema  es visto como la historia de la eterna lucha entre el Orden y el Caos, puesto que muestra el arquetipo del guerrero que lucha contra el Caos, pese a no conseguir derrotarle nunca, por lo que la lucha es constante. Por ello, Marduk, dios de la luz y el orden, debe vencer a Tiamat, quien representa a la oscuridad y el caos. 
Tiamat es una diosa madre monstruosa e irracional, de naturaleza primitiva y vengativa, terrenal, que representa al mundo sensitivo y corruptible, mientras que Marduk obtiene la confianza de los dioses para instaurar el orden enfrentándose a ella, con el poder que le otorga la palabra y la ley, representando al mundo inmaterial e inteligible, el camino deseado por los dioses para crear el mundo civilizado.
Desde una perspectiva marxista, Erich Fromm considera Enûma Elish como la expresión poética de la transformación de la sociedad desde el matriarcado al patriarcado, más precisamente el cambio de paradigma de la fertilidad de la tierra como fuente de la vida y la creación a la razón como fuente de la creación humana.